# Francisco de Paula Leite de Sousa
Francisco de Paula Leite de Sousa, né le 7 mars 1747 à Lisbonne et mort le 6 juillet 1833, est un officier portugais.

## Carrière militaire
Il s'engage en 1763 dans la Royal Navy, dans laquelle il fait une brillante carrière, atteignant le grade de chef d'escadre.
En 1807, il est lieutenant-général dans l'armée portugaise et gouverneur des provinces d'Estrémadure et d'Alentejo. Il participe à la guerre péninsulaire du Portugal, et combat notamment à la bataille d'Évora.
Il meurt du choléra le 6 juillet 1833.